# سویتلانا مازی
سویتلانا مازی (اوکراینی: Світлана Іванівна Мазій؛ زادهٔ ۳۰ ژانویه ۱۹۶۸) ورزشکار روئینگ اهل اوکراین است.
وی در مسابقات کشوری و بین‌المللی در مجموع برندهٔ ۲ مدال نقره شده‌است.